# Keflavíkurvöllur
Keflavíkurvöllur – wielofunkcyjny stadion sportowy w mieście Keflavík, w Islandii. Obiekt może pomieścić 6200 widzów. Swoje spotkania rozgrywa na nim drużyna ÍBK Keflavík.